# Kitsune

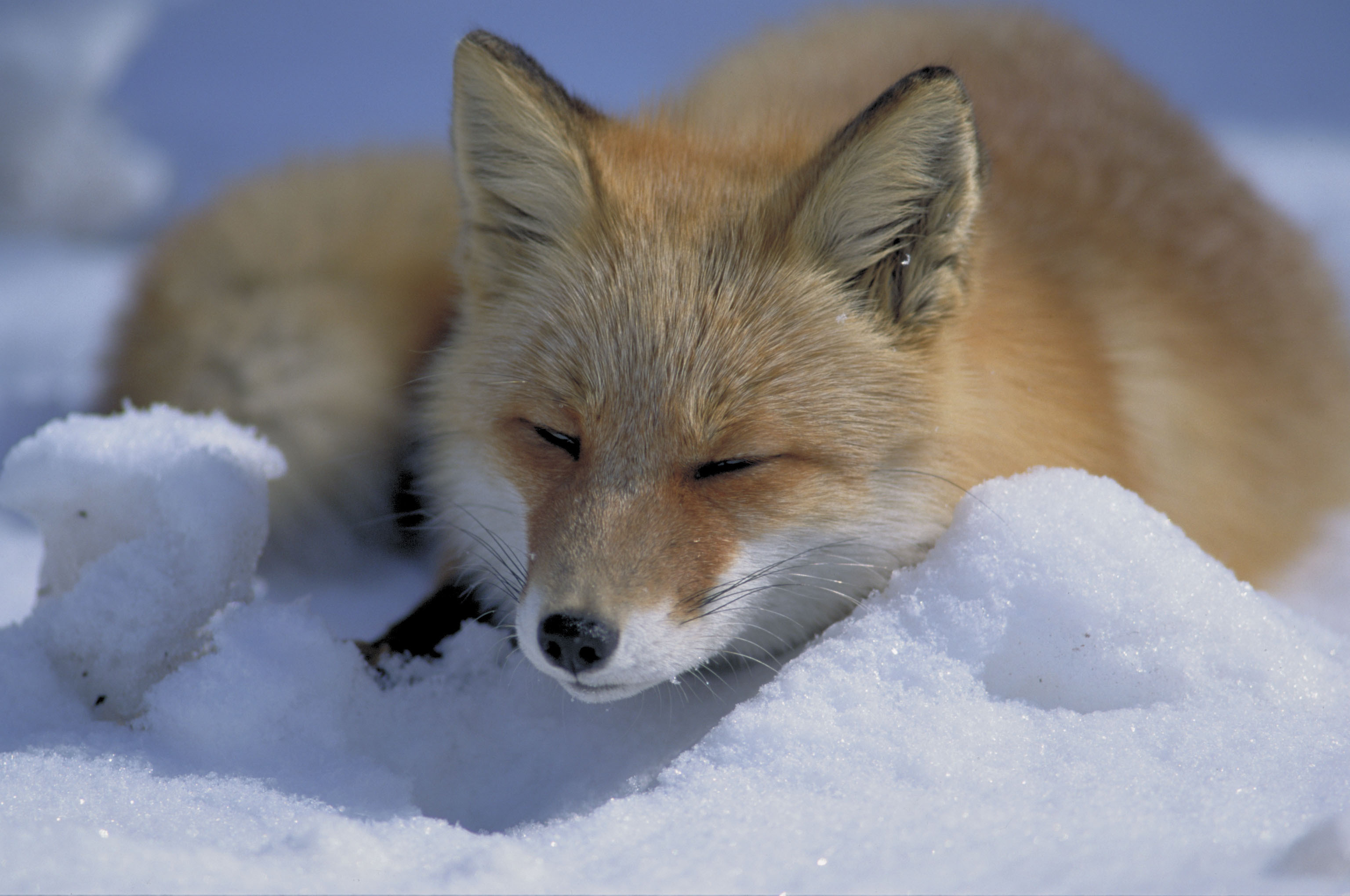
O japão é a terra das duas subespécies de raposa vermelha: a raposa de Hokkaido (Vulpes vulpes schrencki, na foto), e a raposa-vermelha japonesa (Vulpes vulpes japonica).

Kitsune (狐, AFI: [kitsɯne]) (Pronuncia)ⓘ é a palavra japonesa para raposa. Raposas são um assunto comum no folclore japonês; kitsune refere-se geralmente neste contexto. Histórias as descrevem como seres inteligentes e com capacidades mágicas que aumentam com a sua idade e sabedoria. Entre estes poderes mágicos, tem a habilidade de assumir a forma humana — normalmente aparecem na forma de uma mulher bonita, uma jovem ou uma velha. Enquanto algumas histórias falam que as kitsune usam essa habilidade apenas para enganar as pessoas — como muitas vezes fazem em folclores — outras histórias as retratam como guardiãs fiéis, amigas, amantes e esposas. Além da habilidade de assumir a forma humana, elas possuem os poderes de possessão, conseguem gerar fogo das suas caudas e da sua boca, o poder de aparecer nos sonhos e o de criar ilusões.

## Etimologia

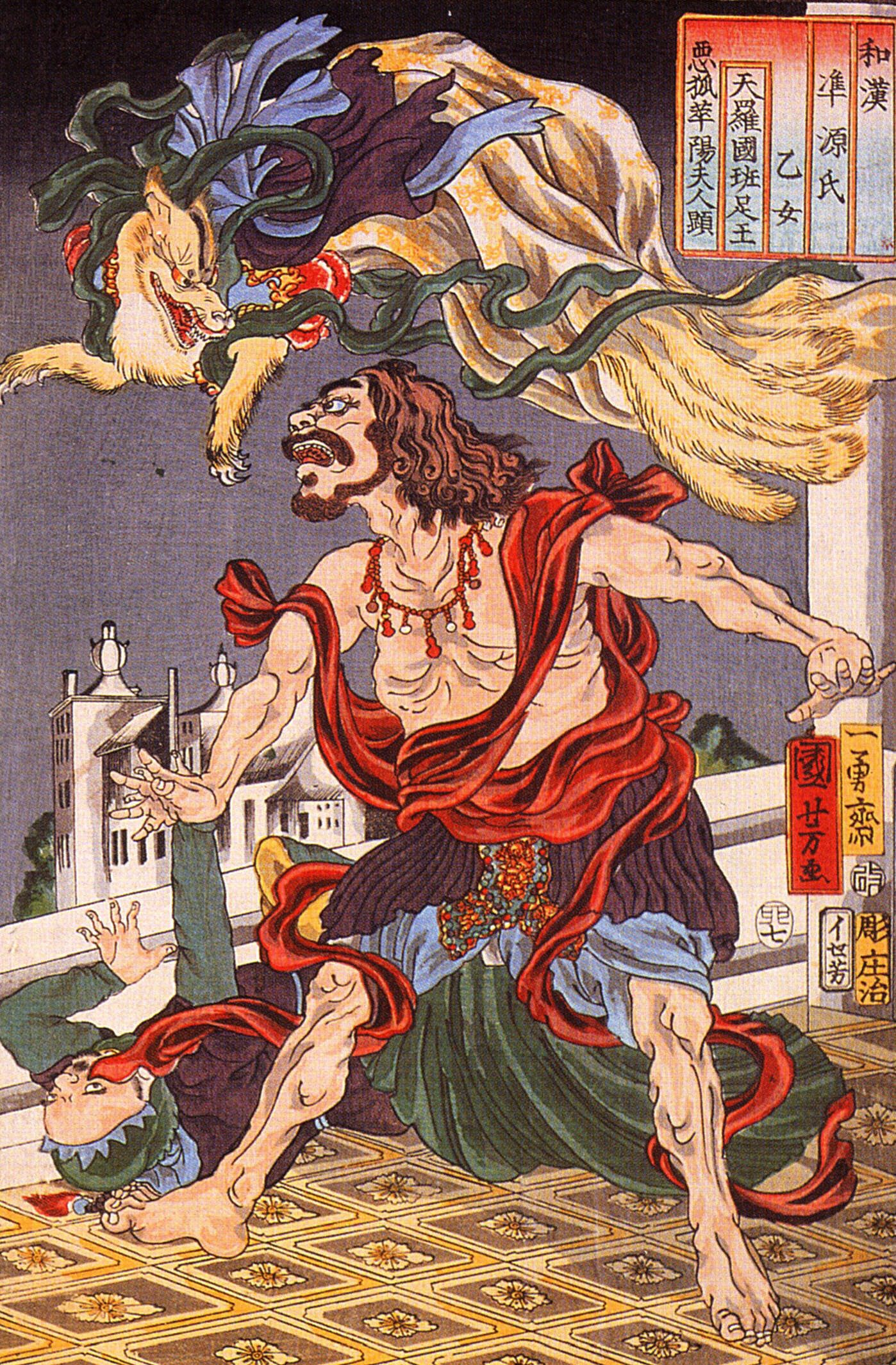
Príncipe Hanzoku aterrorizado por uma raposa de nove caudas. Impressão por Utagawa Kuniyoshi, do século XIX.

A etimologia completa é desconhecida. O mais antigo uso conhecido da palavra kitsune está no texto 794 Shin'yaku Kegonkyō Ongi Shiki .Outras fontes antigas incluem Nihon Ryōiki (810-824) e Wamyō Ruijushō (c. 934).As fontes mais antigas estão escritas em man'yōganaque e identificam claramente a ortografia histórica como (ki)  sintonia . Na sequência de diversas mudanças fonológicas diacrônicas, se torna kitsune.
Muitas sugestões etimológicas foram feitas, embora não haja consenso geral:
- Myōgoki (1268) sugere que ela é assim chamada porque ela está "sempre" ( Tsune ) "amarela" ( ki ).
- No início da era Kamakura Mizukagami indica que ela significa "veio" ( ki ) [ partícula de aspecto perfectivo tsu ] para o "quarto" ( ne ) devido a uma lenda na qual, uma kitsune gostaria de ser esposa e ter filhos.
- Arai Hakuseki em Toga (1717) sugere que ( ki ) significa "mau cheiro", ( tsu ) é uma partícula possessiva, e ( ne ) está relacionada com inu , a palavra "cão" em japonês.
- Tanikawa Kotosuga em Wakun no Shiori (1777-1887) sugere que ( ki ) significa "amarelo", tsu é uma partícula possessivo, e ne está relacionado com neko , a palavra para gato em japonês.
- Otsuki Fumihiko em Daigenkai (1932-1935) propõe que a palavra vem de kitsu , que é a onomatopeia para o som de uma raposa, e ne , que pode ser um afixo ou um palavra honorífico que significa, servo de um santuário de Inari .
- Nozaki também sugere que a palavra kitsune era originalmente uma onomatopeia. kitsune representa o som de uma raposa e veio a ser a palavra geral para a raposa. -në e um afixo afetuoso.[2]

Kitsune é uma palavra arcaica; no japonês moderno, o som de uma raposa é transcrito como kon kon ou gon gon.
Um dos mais antigos contos remanescentes sobre kitsune fornece uma amplamente, e conhecida etimologia popular da palavra kitsune. Diferentemente da maioria dos contos de kitsune que se tornam humana e se casam com um homem humano, este não termina tragicamente. Nesta lenda a raposa sempre retorna ao marido a cada noite como uma mulher e como ela deixa a cada manha, ela é chamada de kitsune. No clássico japonês kitsu-ne significa ''vir e dormir'' e ki-tsune significa ''sempre'' .
Ono chamou por ela: "Você pode ser uma raposa", "mas você é a mãe do meu filho e eu te amo Volte quando quiser;. Você será sempre bem-vinda" Assim, todas as noites ela voltou e dormiu em seus braços.

## Origens

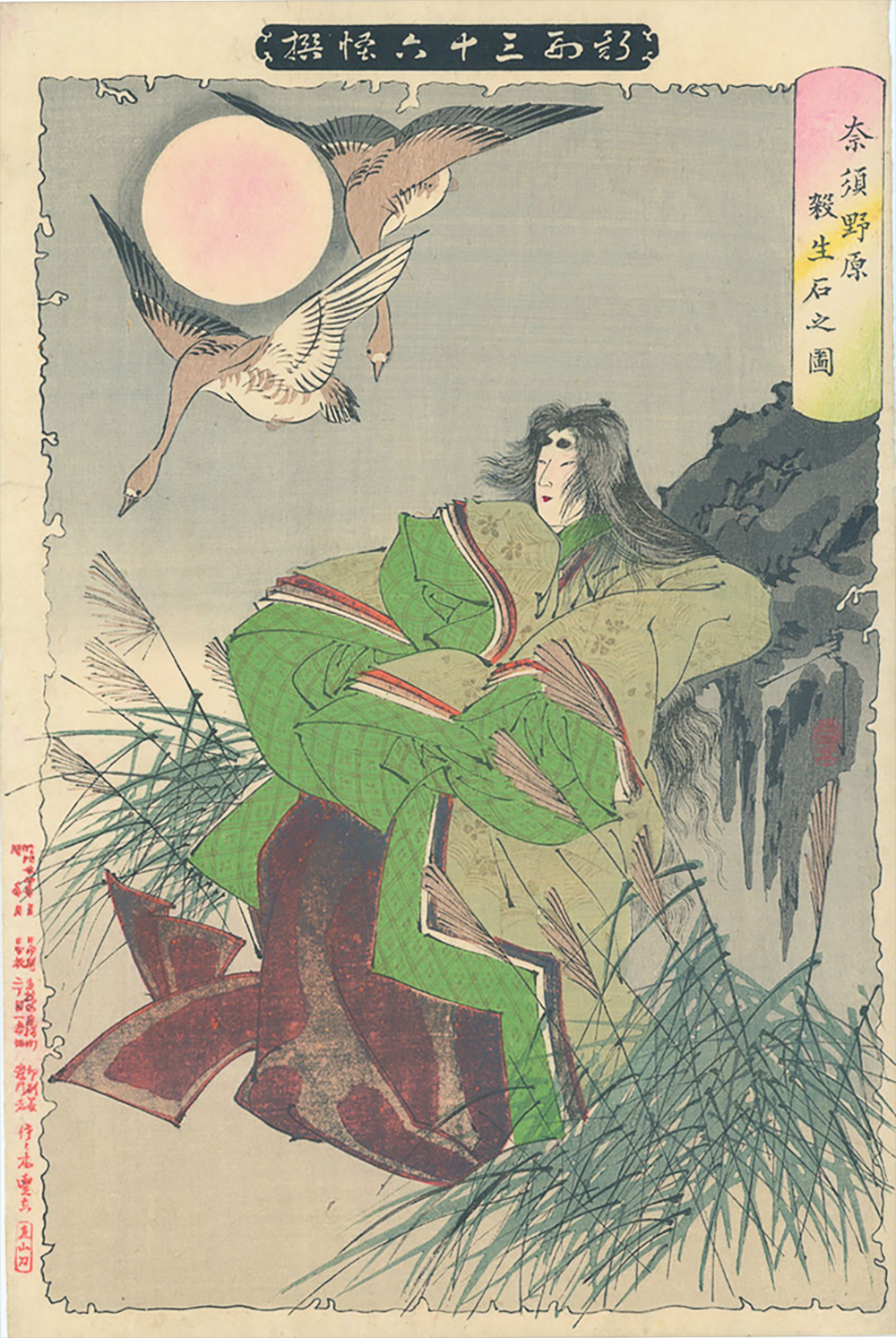
Tamamo-no-Mae, uma lendária kitsune desempenha destaque no noh e kyogen. Impressão por Yoshitoshi.

Muito dos mitos de raposas do Japão podem ser vistos no folclore da China, Coreia ou Índia. Esses mitos populares contam histórias de raposas que podem ter até nove caudas. Várias dessas histórias foram gravadas no Konjaku Monogatari, uma coleção do século XI de narrativas chinesas, indianas e japonesas.
Há um debate sobre a origem dos mitos das kitsune, não sabem se foi inteiramente de fontes estrangeiras ou parte do folclore japonês, que datam a partir do século V O folclorista japonês Kiyoshi Nozaki argumenta que os japoneses veem positivamente as kitsune desde o quarto século d.C.; as únicas coisas importadas da China ou da Coreia eram os atributos negativos em relação a elas. Ele afirma que, de acordo com um livro de registros do século XVI, chamado Nihon Ryakki, as raposas e o ser humano viveram muito próximos no Japão antigo, e afirma que as lendas indígenas sobre as criaturas se formaram uma consequência desse convívio. A erudita Karen Smyers aponta que a ideia da raposa como sedutora e a conexão dos mitos de raposas ao budismo foram introduzidas no folclore japonês com as histórias chinesas similares, mas diz que algumas histórias de kitsune contêm elementos únicos do Japão.

## Características

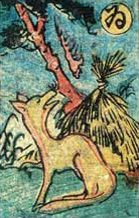
Esta obake karuta (carta de monstro) do século XIX apresenta uma kitsune. O jogo envolve combinar fatos do folclore as imagens de criaturas específicas.

Acredita-se que as kitsune possuem uma inteligência superior, vida longa e poderes mágicos. Elas são um tipo de yōkai, ou de entidade espiritual, a palavra kitsune é muitas vezes traduzida como espírito da raposa. No entanto, isso não significa que elas são fantasmas, ou que sejam diferentes de raposas normais. Porque a palavra espírito é usada para refletir um estado de conhecimento ou Iluminação.
Existem duas classificações comuns de kitsune. A zenko (善狐, literalmente, raposas do bem), que são raposas benevolentes, celestiais associadas ao Deus Inari; elas são chamadas às vezes simplesmente de raposas de Inari. Por outro lado, as yako (野狐, literalmente, raposas maldosas) tendem a ser mais maliciosas. Tradições locais costumam adicionar mais tipos. Por exemplo, ninko é um espírito de raposa invisível que seres humanos só podem percebe-los quando são possuídos. Outra classificação tradicional é definir a kitsune em uma dos treze tipos existentes, pelas habilidades sobrenaturais que a kitsune possui.
Fisicamente, kitsune são lembradas por ter nove caudas. Em geral, um maior número de caudas indica uma raposa mais velha e mais poderosa; nos folclores dizem que uma cauda crescerá após a raposa viver 100 anos. Um, cinco, sete e nove caudas são os números mais comuns nas histórias. Quando uma kitsune recebe sua nona cauda, seu pelo torna-se prateado ou dourado. Estas Kyūbi no Kitsune (九尾の狐, raposa de nove caudas) ganham a capacidade de ver e ouvir qualquer coisa em qualquer lugar no mundo também adquirem sabedoria infinita (Onisciência).

### Mudar de forma
Uma kitsune pode assumir a forma humana,uma habilidade que ela aprende quando atinge uma certa idade, normalmente 100 anos, contudo alguns dizem serem necessários apenas 50 anos.[carece de fontes?] As formas mais comumente assumidas por uma kitsune incluem: belas mulheres, garotas jovens, idosos ou homens. Estas formas não são limitadas pelo da raposa ou idade,[carece de fontes?] e uma kitsune pode duplicar a aparência de uma pessoa especifica.[carece de fontes?] As raposas são frequentemente representadas como tendo a forma de uma mulher bonita. Uma crença que existia no japão medieval era de que uma mulher bonita encontrada sozinha a noite ou ao entardecer poderia ser uma kitsune.[carece de fontes?] kitsune-gao ou rosto de raposa se refere ao ser humano, geralmente mulheres, com o rosto muito estreito, com olhos e sobrancelhas finas e maçãs do rosto muito salientes. Tradicionalmente, esta estrutura de rosto é considerada muito atraente, e em alguns contos isto é associado a raposa em forma humana.[carece de fontes?] Variantes destes mitos mostram kitsune detentoras de outras características como pelos finos e sombras em forma de raposa mesmo estando na forma humana, pois o reflexo da luz pode revelar sua verdadeira forma.[carece de fontes?] Em algumas historias, as kitsune tem dificuldades em esconder a sua cauda quando estão na forma humana; olhar para o seu rabo quando a raposa ficava bêbada ou descuidada era um método comum de descobrir sua verdadeira identidade em algumas lendas.[carece de fontes?] Algumas pessoas podem ver através do disfarce da kitsune simplesmente olhando atentamente mas isso é praticamente impossível. Algumas kitsune também podiam revelar sua verdadeira forma através do medo e ódio que elas sentem por cães, e saírem correndo na forma de raposa.
Uma lenda descreve bem as imperfeições que podiam revelar um humano kitsune: A Lenda de Koan, um sábio creditado como detentor de poderes mágicos, que certa vez foi tomar um banho preparado pelos seus discípulos, mas a água estava muito quente e ele saiu correndo nu pela casa de banhos, as pessoas que estavam perto ficaram espantadas ao ver que ele possuía pelos de raposa em partes de seu corpo e uma cauda. Em seguida Koan se torna uma raposa idosa na frente deles e foge.[carece de fontes?] Outras habilidades comumente atribuídas à kitsune incluem possessão, bocas e caudas que cospem fogo ou raios, manifestação voluntaria no sonho de outras pessoas, voo e criação de ilusões tão reais que é quase impossível distinguir da realidade.[carece de fontes?] Outros contos retratam kitsune com poderes maiores como o de quebrar o tempo e espaço, deixar pessoas loucas, tomar a forma de seres fantásticos etc...[carece de fontes?] Outras kitsune agem como súcubos se alimentando da energia humana através do sexo.[carece de fontes?]

### Kitsunetsuki

Raposa de nove caudas, Clássico de Montanhas e Mares

Kitsunetsuki (em Japonês: 狐憑き, 狐付き?), também escrito kitsune-tsuki, significa, literalmente, "o estado de ser possuído por uma raposa". A vítima geralmente é uma mulher jovem, a quem a raposa entra por meio de seus seios. Em alguns casos, a face da vitima podem mudar de tal modo que se assemelha à de uma raposa. Apesar de as raposas no folclore possuirem suas vitimas por livre e espontânea vontade, também podem fazer isso por causa de encantamentos lançados sobre a vítima.

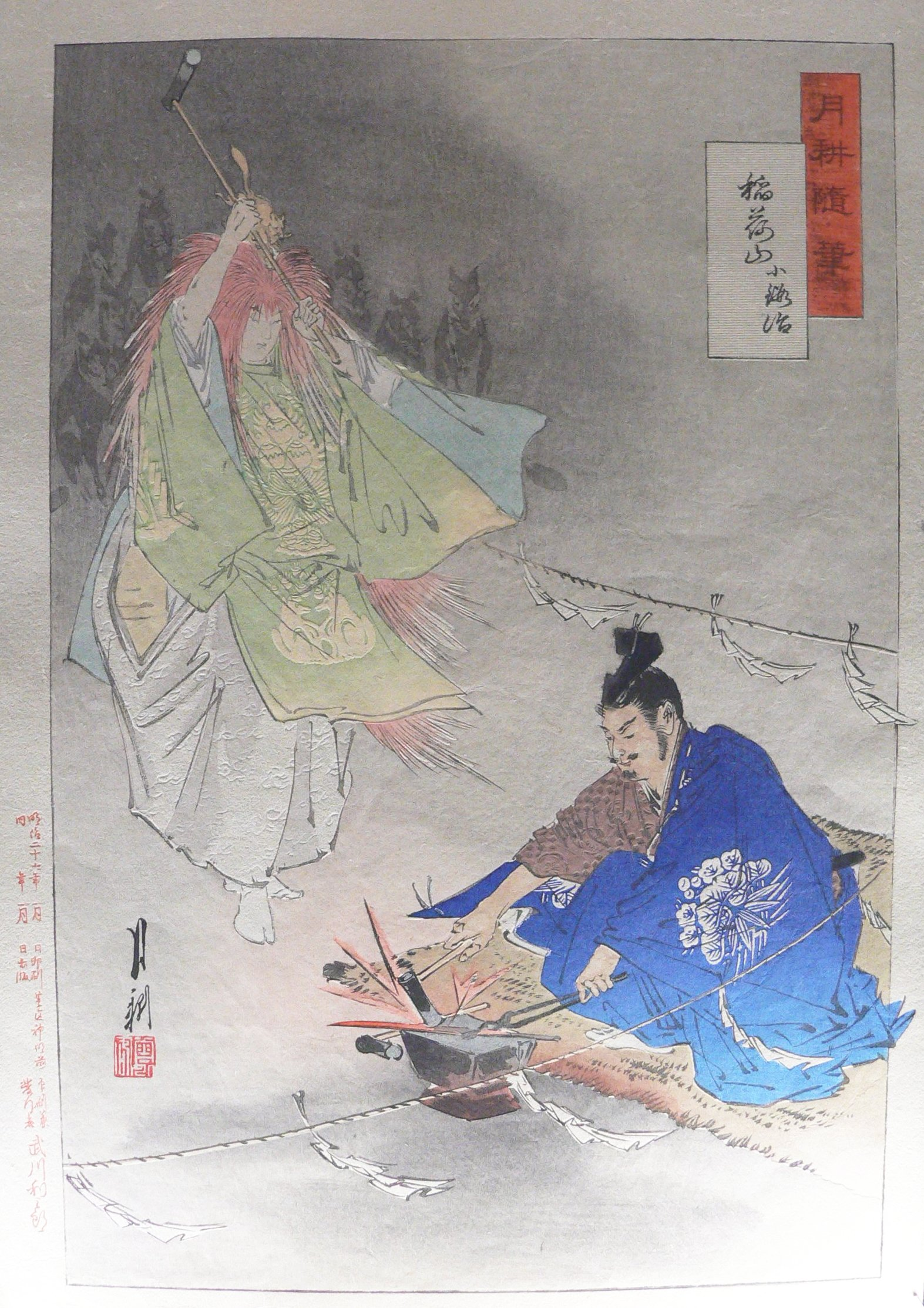
Inari Ōkami e seus espíritos de raposa ajudando o ferreiro Munechika forjar a lâmina kogitsune-maru (raposinha) no final do século X. A lenda é o assunto do drama noh Sanjō Kokaji.

O folclorista Lafcardio Hern, descreve os aspectos de uma vítima:
Ele observa, que uma vez liberada da posse, a vítima nunca mais poderá comer tofu ou qualquer alimento dedicado às raposas. No Japão o kitsunetsuki foi visto como uma doença desde o período Heian e manteve se como um diagnóstico de doenças mentais, até o início do século XX.[carece de fontes?] A possessão foi a explicação para o comportamento de indivíduos aflitos. No final do século XIX, Dr. Shunichi Shimamura observou que doenças físicas que causavam febre eram frequentemente associadas a casos de kitsunetsuki.[carece de fontes?] A crença nisso tem perdido o seu valor ao longo do tempo, porém ainda existem casos popularmente atribuídos a isso.
Na medicina, o kitsunetsuki é uma síndrome extremamente vinculada a cultura japonesa, aqueles que sofrem disso acreditam terem sido possuídos por uma raposa. Os sintomas incluem desejo por feijão Azuki, agitação, apatia e aversão ao contato com os olhos. O kitsunetsuki é semelhante mas distinto da licantropia clínica.

### Hoshi no tama
Representações de kitsune ou suas vítimas possuídas podem possuir esferas em forma de bolas brancas conhecidas como hoshi no tama (ほしのたま?, estrelas, bolas). Contos descrevem elas como brilhantes, como kitsunebishi.[carece de fontes?] Algumas histórias identificam nas como joias e pérolas mágicas.[carece de fontes?] Quando não estão em forma humana ou em posse de um ser humano, uma kitsune mantém a bola em sua boca ou a carrega em sua cauda. Joias são um símbolo comum de Inari, e as representações de Inari ou das kitsune sem elas são raras.[carece de fontes?]
Acredita se que quando uma kitsune se transforma uma porção do seu poder fica nas hoshi no tamas. A crença é a de que a esfera representa a alma dela e ela morreria se ficassem muito tempo separadas. Aqueles que obtiverem a bola podem ser capazes de conseguir uma promessa da kitsune para ajudá-los em troca da hoshi no tama.[carece de fontes?] Por exemplo, no século XII, um conto descreve um homem usando uma hoshi no tama para garantir um favor; a raposa mais tarde salva-lhe vida, fazendo-o passar por um bando de assaltantes armados.[carece de fontes?] A kitsune (raposa) foi dada a uma mulher no japão que se diz ter 800 anos de idade.

### Servos de Inari

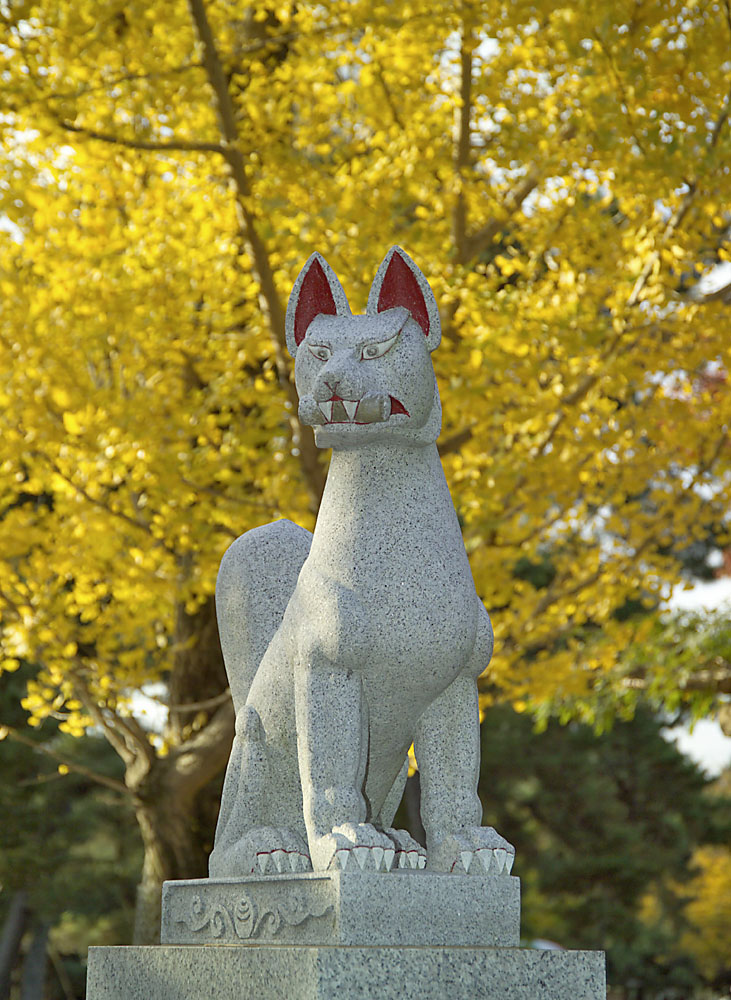
Estátua de um kitsune no Inari shrine adjacente ao Todai-ji, em Nara

Kitsune são associadas com Inari, o deus xinto da fertilidade e prosperidade.[carece de fontes?] Essa associação aumenta o significado sobrenatural das raposas.[carece de fontes?] O significado original das kitsune era o de serem mensageiras de Inari, porém a linha entre os dois agora é turva e o próprio deus Inari as vezes é representado como uma raposa. Da mesma forma santuários inteiros são dedicados à kitsune aonde os devotos vão deixar ofertas para o espírito da raposa. Eles afirmam que as kitsune gostam de tofu cortado frito chamado aburage, que tem semelhança com os pratos de udon kitsune e kitsune soba, feito com macarrão. Da mesma maneira, Inari é o nome de um tipo de sushi que consiste em esferas de arroz cheias de tofu frito.[carece de fontes?] Há curiosidade dos especialistas em saber se houve outra divindade raposa no passado.[carece de fontes?]
Kitsune são ligadas à religião Budista através de Dakiniten, deusa combinada com alguns aspectos de Inari. Dakiniten é retratada como uma mulher boddhisattva empunhando uma espada e cavalgando uma raposa voadora branca.[carece de fontes?]

### Malandras

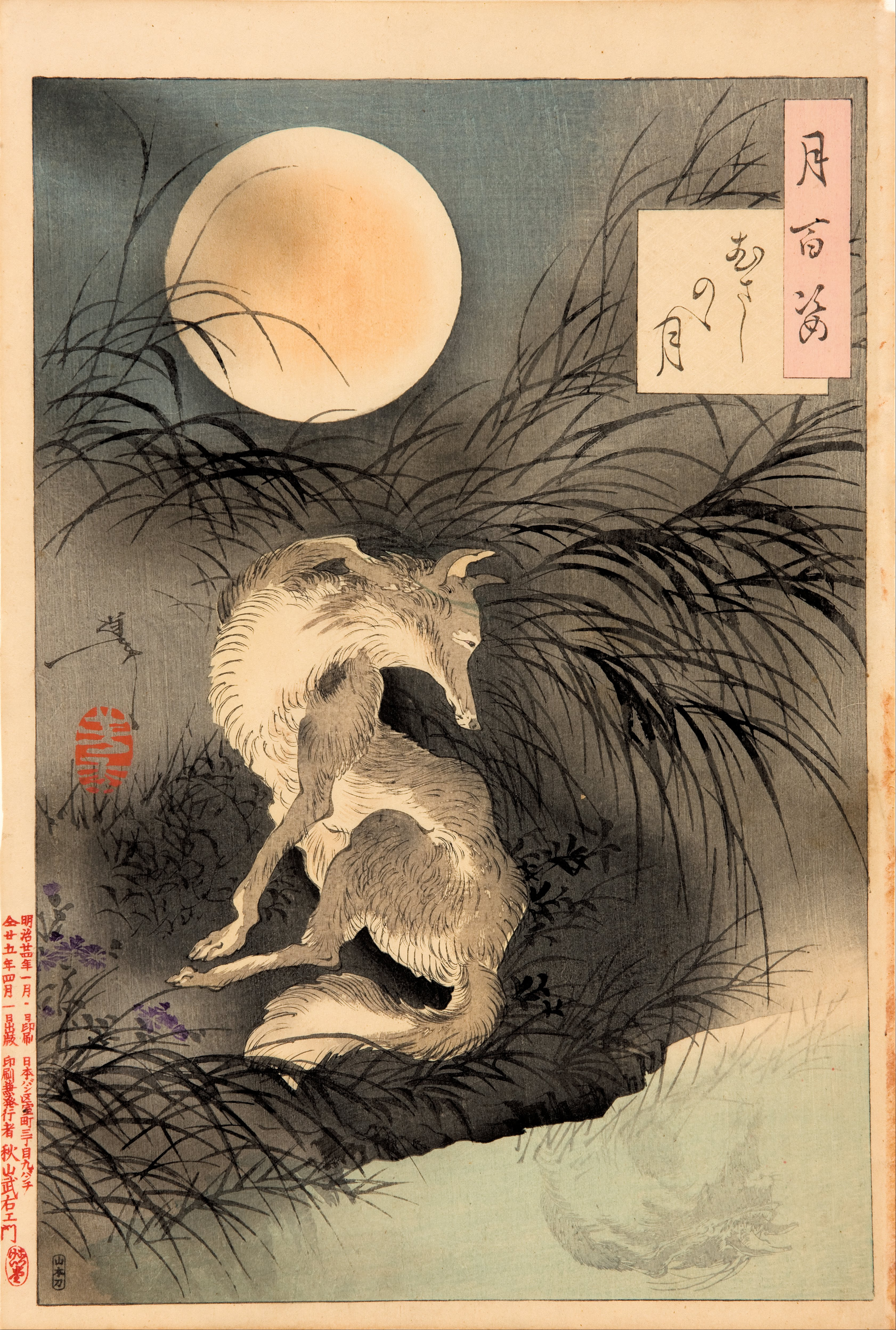
A lua sobre as planícies de Musashi (raposa) por Yoshitoshi

Kitsune são frequentemente apresentadas como malandras, com motivos que variam de maldade para maldade. Histórias falam de kitsune brincando com o orgulho de samurais prepotentes, comerciantes gananciosos e, plebeus. Suas vítimas são, geralmente, os homens; as mulheres são possuídas em vez disso. Por exemplo, kitsune são imaginadas usando suas kitsunebi em forma de um fogo-fátuo para guiar os viajantes que se desviam do caminho.[carece de fontes?] Outra tática é a kitsune confundir o alvo com ilusões ou visões.[carece de fontes?] Outros objetivos comuns de kitsune malandras incluem sedução, roubo de comida, a humilhação, do orgulho, ou a vingança contra quem as percebe ligeiro.
Um tradicional jogo chamado kitsune-ken (punho de raposa) faz referências aos poderes das kitsune sobre os seres humanos. O jogo é semelhante à pedra, papel, tesoura, mas as três posições de mão significam uma raposa, um caçador, e um chefe de aldeia. O chefe bate o caçador, a quem ele supera; o caçador bate a raposa, a quem ele atira; a raposa vence o chefe, a quem ela enfeitiça.[carece de fontes?]
Este retrato ambíguo, juntamente com sua reputação de vingativas, levam as pessoas a tentarem descobrir os motivos que levaram as raposas a isso. Em um caso, do século XVI, o líder Toyotomi Hideyoshi , escreveu uma carta para o deus Inari.
Kitsune mantém as suas promessas, e se esforçam para retribuir um favor. Ocasionalmente, uma kitsune aparece a uma pessoa ou a família, onde pode causar todos os tipos de travessuras. Em uma história datada do século XII, apenas as ameaças acabavam com as raposas convencendo-as a se comportar.

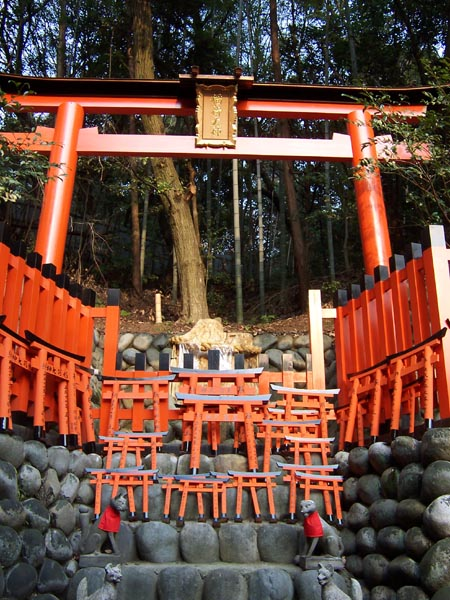
O Fushimi Inari shrine em Quioto, dispõe de inúmeros recursos de estátuas de kitsune.

Outras kitsune usam sua magia para o benefício de seus companheiros ou de anfitriões quando os seres humanos tratam elas com respeito. Como youkai, no entanto, kitsune não compartilham a moralidade humana, e uma kitsune, que tenha adotado uma casa pode, por exemplo, trazer o sua casa dinheiro ou itens que ela roubou dos vizinhos. Assim, comumente kitsune são tratadas com desconfiança.[carece de fontes?] Curiosamente, famílias de samurais tinham, muitas vezes, a fama de compartilhar acordos semelhantes com a kitsune, mas essas raposas foram considerados zenko e o uso de sua magia, um sinal de prestígio. Casas Abandonadas eram comumente assombradas por kitsune. Um conto do século XII fala de um ministro que se mudou para uma mansão antiga, apenas para descobrir uma família de raposas que viviam lá. Primeiro, elas tentam assustá-lo e, em seguida, afirmam que a casa "foi nossa, por muitos anos, e ... desejamos registrar um vigoroso protesto." O homem recusa-se a sair, e as raposas resignaram-se a mudar para um lote abandonado nas redondezas.[carece de fontes?]
Contos distinguem presentes de kitsune, de pagamentos de kitsune. Se uma kitsune oferece um pagamento ou recompensa, que inclui dinheiro ou riqueza material, parte ou a totalidade da soma será composto de papel velho, folhas, galhos, pedras, ou semelhantes, sem valor, itens em uma ilusão mágica.[carece de fontes?] Esses presentes quando verdadeiros são geralmente intangíveis, tais como proteção, conhecimento e longa vida.[carece de fontes?]

### Esposas e amantes

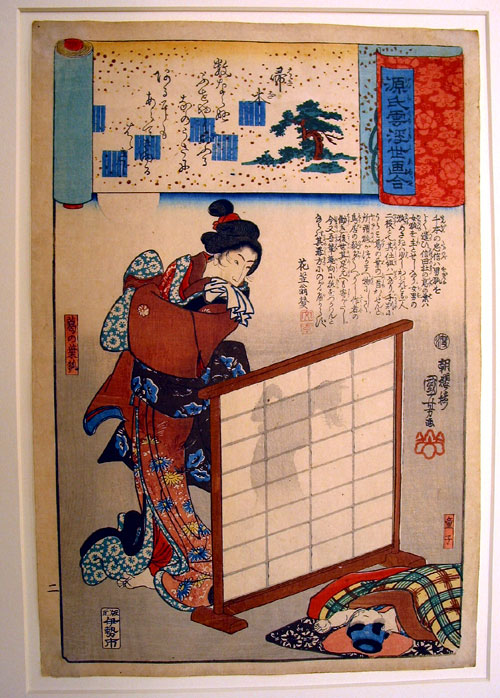
A kitsune kuzunoha possui uma sombra de raposa, até mesmo na sua forma humana. Kuzunoha é uma figura popular no folclore. impressão por Utagawa Kuniyoshi

Kitsune são comumente retratadas como amantes, geralmente em histórias envolvendo um jovem humano e uma kitsune, que toma a forma de uma mulher humana. A kitsune pode ser uma mulher sedutora, mas essas histórias são mais frequentemente românticas na sua natureza. Normalmente, o jovem, sem saber, se apaixona pela raposa, que se mostra uma dedicada esposa. O homem descobre a verdadeira natureza da sua esposa, e a mulher raposa é forçada a deixá-lo. Em alguns casos, o marido acorda, como se saisse de um sonho, imundo, desorientado e longe de casa. Ele, em seguida, volta para casa e envergonhado confronta-se com sua família a que ele acha ter abandonado.
Muitas histórias contam mulheres raposas tendo filhos. Quando essas crianças são humanos, eles possuem habilidades físicas especiais ou sobrenaturais, qualidades que muitas vezes passam para os seus próprios filhos. O astrólogo e mágico Abe no Seimei tinha a fama de ter herdado tais poderes extraordinários de sua mãe que teria sido uma kitsune.
Outras histórias contam que quando kitsune casam-se, a chuva cai de um céu claro , uma chuva ensolarada — é chamada de kitsune no yomeiri ou casamento da kitsune, em referência a uma lenda que descreve uma cerimônia de casamento a ser realizada durante tais condições. O evento é considerado um bom presságio, mas a kitsune vai buscar vingança contra qualquer convidado indesejado, como está representado na filme de Akira Kurosawa (Sonhos).
Stephen Turnbull, em "Nagashino 1575", relata a história do envolvimento do clã Takeda com uma mulher raposa. O senhor da guerra Takeda Shingen, em 1544, derrota na batalha o guerreiro chamado Suwa Yorishige que se suicidou depois de um "humilhante e espúria" conferência de paz, depois o clã takeda forçou o casamento de uma filha da Senhora Koi—Shingen de 14 anos de idade com Takeda Shingen. Turnbull escreve, "ele era tão obcecado pela garota que seus supersticiosos seguidores ficaram assustados e acreditavam que ela fosse uma encarnação do espírito da raposa branca do Santuário de Suwa; que tinha o enfeitiçado a fim de obter vingança." Quando seu filho Takeda Katsuyori provou ser um grande líder, mas levou o clã para a sua devastadora derrota na batalha de Nagashino, Turnbull escreve, "os antigos chefes sábios balançaram a cabeça, lembrando-se da infeliz circunstâncias de seu nascimento e a sua mãe mágica".

## Representação
Incorporado no folclore Japonês como elas são, kitsune aparecem em numerosas obras Japonesas. Noh, kyogen, bunraku e kabuki, são estilos clássicos que tiveram obras criadas a partir de contos populares.[carece de fontes?] kitsune também são usadas em obras contemporâneas, tais como anime, mangá e jogos de vídeo. Alguns Ídolos de bandas musicais japonesas usam mitos sobre as kitsune em suas letras, e incluem o uso de máscaras de raposas, sinais de mão e interlúdios de animação durante os shows ao vivo. Autores de ficção do ocidente, também fazem uso das lendas da kitsune.

### jogos de vídeo game
- É possível ser uma kitsune no jogo Camp Half-Blood RPG"kitsunebi no Ano Novo, uma Noite sob as árvores Enoki perto de Ōji" no Cem Vistas de Edo por Hiroshige. Cada raposa tem um kitsunebi flutuante perto de seu rosto.

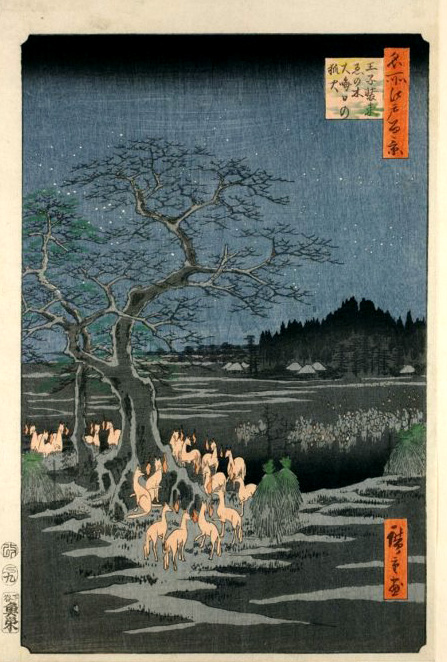
"kitsunebi no Ano Novo, uma Noite sob as árvores Enoki perto de Ōji" no Cem Vistas de Edo por Hiroshige. Cada raposa tem um kitsunebi flutuante perto de seu rosto.

- Tails, um dos personagens da série de videogames Sonic, é uma jovem raposa que possui duas caudas. Segundo o seu criador Yasushi Yamaguchi, Tails foi baseado na kitsune.

- No MMORPG Perfect World a classe Feiticeira da raça Selvagem muda sua forma humanoide e se transforma em uma raposa para ganhar bônus de defesa, acerto e ataque físico.

- Na expansão o MMORPG Samurai Empire, Ultima Online introduziu, uma série de novas criaturas, a kitsune sendo uma delas.
- Em Pokémon, Vulpix e sua evolução, Ninetales, são raposas de seis e nove caudas, e possuem os poderes pirocinésicos e pirotecnicos. Zorua e Zoroark são raposas que tem a habilidade de criar ilusões e, portanto, podem alterar sua aparência até mesmo se fazendo passar por humanos.
- No jogo de vídeo game Ōkami, o mestre da ilha Oni é um demônio raposa de nove caudas, com o nome de Kyubi (Ninetails na versão em inglês), cada uma de suas caudas contém um espírito vingativo, e carrega uma espada em suas costas .
- No jogo Flyff, um dos familiares possíveis dele é uma kitsune, observamos também que ela dá um bônus para magias.
- No jogo online Dofus, uma torre é povoada por criaturas semelhantes a kitsune, de cores diferentes, dependendo do seu elemento: fogo, ar, água ou terra.
- No jogo de rpg Shadowrun no SNES, uma das personagens é uma mulher xamã chamada kitsune, com o poder de se transformar em uma raposa.
- Em Tales of Symphonia, Corine, o espírito que devia ter sido criado pelo homem, que acompanha Sheena Fujibayashi, parece uma raposa com três caudas. Quando sua morte é causada pelo espírito do relâmpago, Volt, Corine torna-se Vérius o espírito do coração. Ela tem a aparência de uma raposa de nove caudas adulta como uma kitsune.
- Yakumo, uma personagem da série de videogame, "Touhou Project", o chefe da fase extra - Perfeito, Flor de Cerejeira, é uma kitsune.
- Na série The Legend of Zelda, e mais especificamente os jogos Majora's Mask e Minish Cap, Keaton é um animal misterioso amarelo como uma raposa, e tem três caudas.
- No jogo League of Legends champion, Ahri é uma raposa fêmea de nove caudas.
- No jogo de Muramasa: The Demon Blade, Kongiku e Yuzuruha são mulheres-raposas.
- Em Super Mario 3D Land e Super Mario 3D do Mundo, Luigi pode se transformar em um kitsune, o que dá a ele a habilidade de pairar ou atacar com sua cauda e se transformar em uma estátua (exceto em Super Mario World 3D).
- Na Aura Kingdom, você pode obter um fantasma de uma kitsune, com a aparência de uma jovem e bela mulher de quimono, que luta ao lado da personagem. No entanto, é desprovida de cauda (pelo menos visíveis).
- Em Fire Emblem Destinos, Kaden e Selkie tem a classe de kitsune, o que lhes permite se transformar em uma raposa.
- Na franquia Fate/Stay Night o mito da kitsune é representado através do servo Tamamo No Mae que foi inspirada na lendária Tamamo No Mae da mitologia japonesa, aparecendo em Fate/Extra, Fate/Extra CCC, Fate/Grand Order e Fate/Extella como servo da classe caster.
- Na franquia Yo Kai Watch,o Yo Kai Kyubi foi inspirado em uma kitsune. Na franquia Smite,[22] Da Ji representa a Kyubi. Possuindo garras nas mãos, forma humana acompanhada das 9 caudas. Ela é citada pela mitologia chinesa e faz parte da sua grade de deuses.

### Na literatura

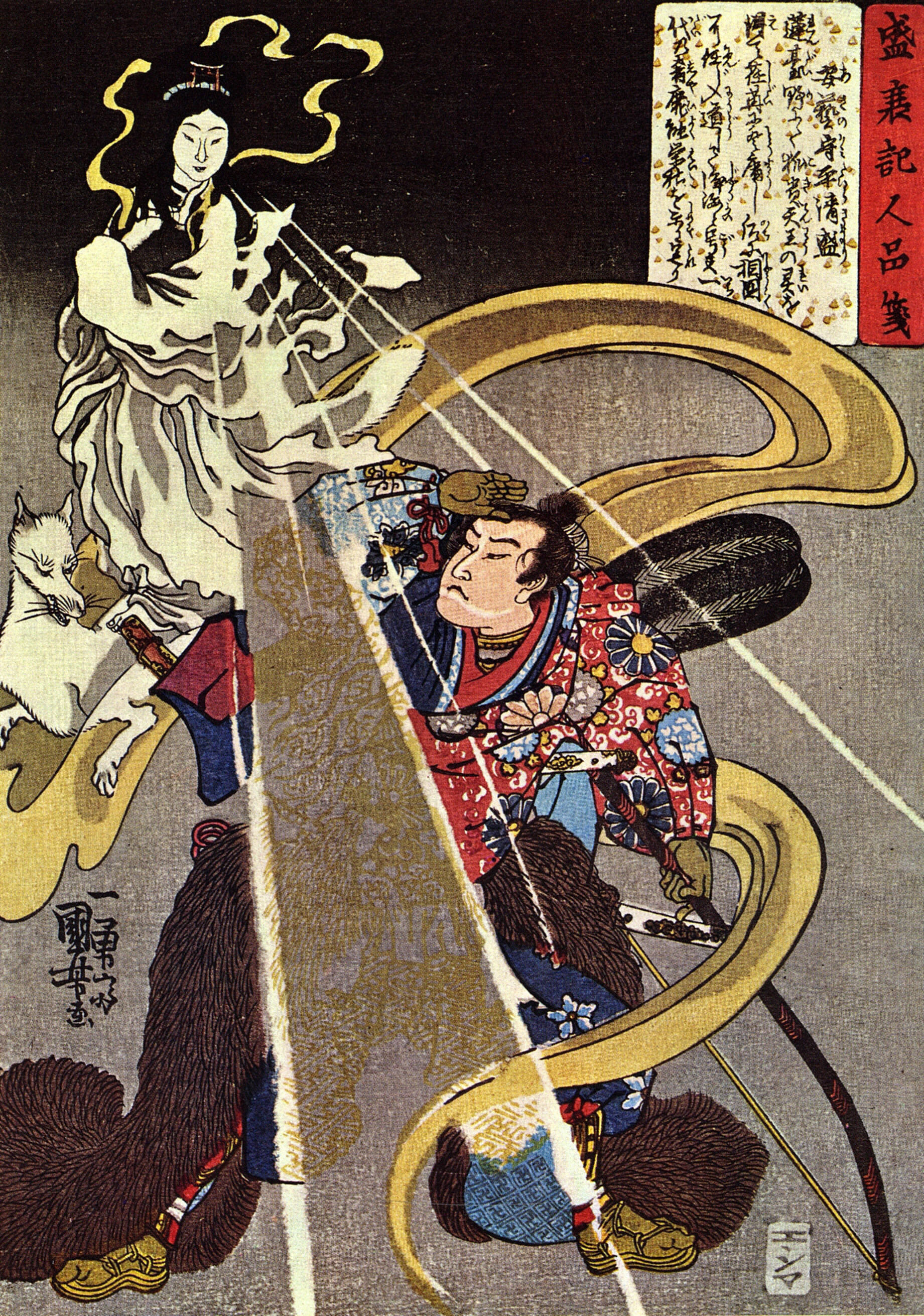
Inari Ōkami parece um guerreiro acompanhado por uma kitsune. Este retrato mostra a influência dos conceitos Dakiniten do budismo. Impressão por Utagawa Kuniyoshi.

- Inari Ōkami parece um guerreiro acompanhado por uma kitsune. Este retrato mostra a influência dos conceitos Dakiniten do budismo . Impressão por Utagawa Kuniyoshi.No livro a espada e o sabre de Armand Cabasson, o novo Chacais, raposas e borboletas chama atenção sobre uma mulher-raposa, que aconselha um senhor da guerra.
- No terceiro, quarto e o quinto livro da série literária Diário de um vampiro, os dois kitsune que se chamam de Shinichi e Misao podem assumir a forma humana, para empurrar as pessoas a atos terríveis e desumanos. Eles se alimentam das memórias das pessoas, e sua energia vital está contida em uma esfera sob a forma de um fluido. Eles têm o poder de controlar as plantas e controlar as pessoas através de malachs. De acordo com a L. J. Smith, há duas maneiras de matar um kitsune :uma delas é destruir a sua esfera mágica.
- Nos livros da série, Black Swan, Richelle Mead, Kiyo, um dos aliados da heroína é uma "shapeshifting" kitsune.
- Na série de light novel, Kanokon, Chizuru é um espírito de raposa, tem uma cauda, e descobre-se que Kouta pode se transformar em um espírito de raposa com cinco caudas.

### Na televisão
- Na série americana Teen Wolf, a personagem Kira Yukimura é uma kitsune shakko.
- No programa infantil japonês Escola dos Monstros (Bakeruno Shōgakkō Hyūdoro-gumi), a personagem Byakko é uma kitsune.

### Nos mangás e animes
- No mangá Naruto, o personagem principal possui o espírito de uma kitsune habitando dentro de si .
- No anime digimon tamers a personagem kyubimon, foi inspirada em uma kitsune.
- No anime Yu Yu Hakusho, Kurama Youko se transforma em uma raposa de 9 caudas.
- No anime InuYasha, Shippou é um filhote de kitsune.
- No anime Sewayaki kitsune no Senko-san, Senko, Sora e Shiro são kitsune, mas são retratadas como bondosas e sedutoras.

## Tipos dekitsune
- Bakemono-kitsune: É uma kitsune má e espectral (como um fantasma), muito parecido com Reiko, Kiko e Koryo.
- Genko: kitsune preta, normalmente é visto como um bom presságio.
- Kiko: Espírito de uma kitsune.
- Kitsune: Termo geral para a palavra "raposa", kitsune podem ser retratadas tanto como boas ou más.
- Kitsune-bi: kitsune com o poder de invocar chamas com a boca e com sua cauda e transmutação.
- Koryo: kitsune amaldiçoada.
- Kuko: kitsune do elemento Ar. Kukos são kitsune muito más, consideradas do mesmo nível do Tengu, Goblin japonês.
- Kyuubi: São as kitsune que alcançaram os 900 anos e tem 9 caudas, elas ganham a habilidade de poder ver e ouvir tudo em qualquer lugar no mundo, também adquirem sabedoria infinita, a onisciência.
- Nogitsune: kitsune Selvagens, normalmente é usada para diferenciar entre as Boas e Más kitsune. Assim eles usam o termo "kitsune", para as Boas kitsune e "nogitsune" para todas aquelas que enganam pessoas e são consideradas más. As Nogitsunes não são realmente más, apenas gostam de enganar as pessoas; elas se alimentam de medo, caos, dor; elas tem o poder de possuir indivíduos e controlá-los, elas gostam de brincar com a mente do hospedeiro, fazendo charadas.
- Reiko: Fantasma de uma kitsune, não é uma kitsune má, mas definitivamente é perversa.
- Shakko: kitsune vermelha, podem ser consideradas tanto boas como más.
- Shouzaa: Espírito Seiryu, supervisor das raposas.
- Tenko: kitsune celestial elite das kitsune, são aquelas que alcançaram os 1.000 anos de idade (normalmente nessa idade as kitsune já possuem 9 caudas e sua pelagem muda de cor para prata ou dourada), mas algumas são consideradas tão más como a Tamamo-no-Mae ou benevolentes e sábias como as mensageiras da Deusa Inari (Não Necessariamente são mensageiras dela).
- Yako/Yakan: yako (野狐, literalmente, raposas maldosas)

## Referencias
1. ↑  劉 克華. 「民話の狐と人間」. 『愛知工業大学研究報告』, volume 40-A, 2005.
2. ↑  Nozaki Kiyoshi, Kitsune— Japan's Fox of Mystery, Romance, and Humor, Tokyo, The Hokuseidô Press, 1961, p. 5.
3. ↑  Lafcadio Hearn, Le Japon inconnu : esquisses psychologiques, traduit par Mme Léon Raynal, Paris, 1904, p. 282.
4. ↑  ]

Hamel 2003, p. 89
5. ↑  Goff, “Foxes”, Japan Quarterly, vol. 44, no 2.
6. 1 2  Smyers 1999, p. 72
7. ↑  Smyers 1999, p. 127–128
8. ↑  Yōkai no hon written by Prof. Abe Masaji & Prof. Ishikawa Junichiro
9. ↑  Hearn. 154
10. ↑  Hamel 2003, p. 91
11. ↑  Smyers 1999, p. 129.
12. ↑  Hearn, Glimpses, p. 159
13. ↑  Heine, Steven.
14. ↑  Nozaki.59
15. ↑  MIYAKE-Downen, jean.
16. ↑  Haviland, William A. (2002) Cultural Anthropology, 10th ed.
17. ↑  yonebayashi, T .(1964)
18. ↑  Hearn 154
19. 1 2  ''Metal Hammer UK issue 273''
20. ↑  Jhonson, KIJ (2001)
21. ↑  Lackey, Mercedes; Edghill, Rosemay (2001)
22. ↑  «Battleground of the gods»